# Nissolia montana
Nissolia montana är en ärtväxtart som beskrevs av Joseph Nelson Rose. Nissolia montana ingår i släktet Nissolia och familjen ärtväxter. Inga underarter finns listade i Catalogue of Life.